# Nimbocera patagonica
Nimbocera patagonica är en tvåvingeart som beskrevs av Reiss 1972. Nimbocera patagonica ingår i släktet Nimbocera och familjen fjädermyggor. Inga underarter finns listade i Catalogue of Life.